# Людвіг Преллер
Людвіг Преллер (нім. Ludwig Preller; 15 вересня 1809, Гамбург — 21 червня 1861, Ваймар) — німецький філолог-класик і дослідник античності.

## З біографії
Після відвідування гімназій Йоганнеум в Гамбурзі та Катарінеум у Любеку Преллер вивчав філологію, спершу також теологію в Лейпцигу, Берліні та Геттінгені з 1828 року під керівництвом Ґотфріда Германа, Августа Бека та Карла Отфріда Мюллера. У 1832 році він здобув докторський ступінь під керівництвом Мюллера в Геттінгені, захистивши дисертацію про Есхіла. Після періоду приватного вчителювання в Гамбурзі з 1833 року став приват-лектором Кільського університету.
У 1838 році Преллер очолив кафедру філології в Дерптському університеті, звідки пішов у відставку в 1843 році через конфлікт між німецькими професорами та російським урядом. Він провів деякий час в Італії, перш ніж у 1844 році переїхав до Єни, де читав лекції, а в 1846 році отримав звання професора. У 1847 році він став керівником (головним бібліотекарем) Герцогської бібліотеки у Веймарі, теперішньої Бібліотеки герцогині Анни Амалії. У 1852 році він здійснив тривалу подорож до Греції.
Преллер був членом багатьох наукових академій і товариств. Він написав кілька книг з історії античності, а також брав участь у написанні «Загальної енциклопедії наук і мистецтв» Грубера та «Справжної енциклопедії класичної античності» Паулі. Його «Грецька міфологія» вийшла в трьох виданнях, але велику відомість вона здобула лише після редагування Карлом Робертом у 1884 році.
У Ваймарі він був членом масонської ложі «Anna Amalia zu den drei Rosen».

## Вибрані праці
- Demeter und Persephone. Ein Cyclus mythologischer Untersuchungen. Perthes-Besser & Mauke, Hamburg 1837. (Онлайн)
- mit Heinrich Ritter: Historia philosophiae Graecae et Romanae ex fontium locis contexta. Perthes, Gotha 1838. (Digitalisat der edtio secunda)
- Polemonis Periegetae fragmenta. Engelmann, Leipzig 1838. (Онлайн)
- Die Regionen der Stadt Rom. Hochhausen, Jena 1846. (Онлайн)
- Carl Otto von Madai zur Erinnerung an ihn für seine Freunde. Breitkopf und Härtel, Leipzig 1850. (Онлайн)
- Griechische Mythologie. 2 Bände, Weidmann, Berlin 1854. (Онлайн).
- Römische Mythologie. Weidmann Berlin 1858. (Онлайн).